# Honsberg (Remscheid)
Honsberg ist ein Stadtteil (Nr. 106) der Stadt Remscheid in Bergischen Land. Er liegt im südwestlichen Teil der Stadt. Südlich liegt der Stadtteil Ehringhausen, nördlich Stachelhausen, westlich Kremenholl, östlich Blumental.
Er wird im Norden von der Bahnstrecke Solingen–Remscheid, im Osten von dem Bensenbuschbach, im Süden von dem Lobach und im Westen von dem Kremenholler Bach begrenzt.

## Geschichte
Honsberg gehört als statistischer Stadtteil verwaltungstechnisch zum Stadtbezirk Alt-Remscheid. Es wurde 1513 als Hoensberch zum ersten Mal schriftlich erwähnt. Zum Stadtteil Honsberg gehören die Wohnplätze Engelsberg und Lobach.
Honsberg galt seit dem Ende des 18. Jahrhunderts als Wohngebiet ärmerer Bevölkerungskreise. Viele in der Bergischen Stahlindustrie und anderen großen Betrieben auf den Höhen Remscheids beschäftigte Arbeiter wohnten dort mit ihren Familien in überwiegend engen „Mietskasernen“. Man sprach im Volksmund von der „Roten Arbeitersiedlung“. Straßennamen wie Siemensstraße, Halskestraße und Stahlstraße passen dazu.

## Kultur und Infrastruktur
Der Fußballclub „1. Spielvereinigung 07 Remscheid“ konnte sich in den 1950er Jahren und später über erfolgreiche Tabellenplätze freuen. Ferner betrieb der Verein Tischtennis und Turnen. Sportanlagen im Süden des Stadtteils und oberhalb des Lobachs ein Sonnenbad sorgen für Freizeitabwechslung.
Im Zweiten Weltkrieg errichtete man mitten im Wohngebiet einen Hochbunker, der nach Kriegsende als erstes provisorisches Kino im Remscheid diente.
Am Engelsberg weihte man die katholische Kirche St. Bonifatius, die aber im Laufe der Zeit immer weniger Besucher aufwies und daher nur noch als kulturelle Veranstaltungsstätte dient. Das Gemeinschaftshaus Honsberg, der „Neue Lindenhof“, ist ein soziales Zentrum im Stadtteil.
Eine Stadtbuslinie der Stadtwerke Remscheid verbindet Honsberg mit der Remscheider Innenstadt.